# 吳山 (正德進士)
吳山（1470年—1542年），字靜之，號訒菴，直隸蘇州府吳江縣人，匠籍，明朝政治人物。

## 生平
弘治八年（1495年）乙卯科應天鄉試第一百二十一名舉人，正德三年（1508年）戊辰科二甲第二十二名進士。授刑部主事，升員外郎、郎中，十五年（1520年）出為山東按察司副使，嘉靖二年（1523年）升陝西布政使司左參政，三年（1524年）調江西布政使司左參政，六年（1527年）升福建按察使，八年（1529年）升江西左布政使，十年（1531年）任都察院右副都御史、巡撫河南，十三年（1534年）謫浙江布政使司左參議，十四年（1535年）升江西布政使司左參政，同年改應天府府丞，十六年（1537年）任都察院右僉都御史、巡撫四川，十七年（1538年）升都察院右副都御史、巡撫南贛，十八年（1539年）升刑部右侍郎，十九年（1540年）升刑部左侍郎，二十年（1541年）升刑部尚書，二十一年（1542年）卒於官。

## 著作
著有《治河通考》10卷。

## 家族
曾祖吳伯昂，贈太僕寺卿；祖父吳璋，贈太僕寺卿；父吳洪，南京刑部尚書。母王氏（贈淑人）；繼母夏氏（贈淑人）。具慶下。弟吳巖、吳㠐、吳崑。